# Mogielnica Stara
Mogielnica Stara (ukr. Стара Могильниця, Stara Mohylnycia) – wieś na Ukrainie, w obwodzie tarnopolskim, w rejonie tarnopolskim. W 2001 roku liczyła 607 mieszkańców.
Pierwsza wzmianka o miejscowości pochodzi z 1497 roku.
W II Rzeczypospolitej była siedzibą gminy wiejskiej Mogielnica w powiecie trembowelskim, w województwie tarnopolskim. 
W latach 1941–1944 nacjonaliści ukraińscy z OUN-UPA zamordowali tutaj 73 Polaków, grabiąc i paląc 150 polskich gospodarstw. Ich ofiarą padł także ks. Władysław Klakla, wikariusz parafii w Mogielnicy, zamordowany w pociągu (w okolicach wsi Krasne) w czasie podróży do kurii we Lwowie, do której wiózł opis mordów Polaków przez UPA. 
W latach 1964–1991 wieś nosiła nazwę Trudowe (ukr. Трудове).
Do 2020 w rejonie trembowelskim.
W miejscowości znajduje się murowana cerkiew Trójcy Przenajświętszej z początków XVIII wieku.